# Paromlin i silosi u Bjelovaru
Stari paromlinski kompleks u Bjelovaru je industrijski kompleks iz 1894. godine koji se sastoji od stare paromlinske zgrade i stare zgrade silosa.
Uz stari kompleks nalaze se tornjevi silosa iz 1960-ih godina, s cjelokupnim prostorom u vlasništvu tvrtke Sedlić d.o.o. iz Bereka.
Najviši toranj u kompleksu visok 55 metara (nadimak Toranj silos), što je čini najvišom građevinom u gradu. Drugi toranj (nadimak Stari toranj) je visok oko 40 metara, što ga čini jednako visokim poput bjelovarskog nebodera. 
Toranj ima glavnu upotrebu kao telekomunikacijska bazna stanica i za antenski prihvat. Također oba dva tornjeva koriste kao stubišta,dizala i strojarnice za pristup ostalim silosima, jer su svi pogoni trenutno industrijski aktivni.

## Povijest

### Izgradnja
Paromlin se izgrađuje 1894. godine s dolaskom željeznice u grad kao prvi industrijski pogon u gradu, te time se osniva i prvo hrvatsko dioničarsko društvo za promet i preradbu sirovina.
19. siječnja 1911. godine bjelovarski paromlin stradaje u požaru, sve do 1912. godine kada Eduard Nöthig prikuplja kapital za modernizaciju i rekonstrukciju paromlina.
Poduzeće se registrira pod novim nazivom „Sjedinjeni paromlini d.d. Bjelovar“ 1909. godine pod koji su i spadali i mlinovi u Pitomači, Garešnici i Đurđevcu.
Zbog krize mlinarske industrije krajem Prvog svjetskog rata direktor Eduard Nöthig je prisiljen za zaokret u poslovanju, te 1917. godine u sklopu paromlina utemeljuje se tvornica strojeva 'Smev'. 
Smev se zbog prevelike konkurencije na međunarodnome tržištu i pada kupovne moći stanovništva  zatvara 1925. godine nakon čega se pogon polako vraća u poljoprivrednu svrhu.

### Vrijeme kao logor
Tijekom Drugog svjetskog rata, nedugo nakon pokolja u Gudovcu, na prostoru paromlina uspostavljen je sabirni logor, koji je sluzio kao privremeni smještaj za Srbe i Židove.
Iako su točni podaci nepotpuni, pretpostavlja se da je kroz logor Paromlin iseljeno oko 6000 Srba te gotovo cijelo židovsko stanovništvo bjelovarskog kraja, od kojih je većina ubijena u drugim, većim logorima.
Nakon rata je na paromlinu bila postavljena spomen-ploča u čast svih žrtava logora.

### Posljeratno razdoblje i danas
Godine 1948. poduzeće se nacionalizira i mijenja naziv u „5. maj” u sklopu tvrtke "Agrokombinat" te je stari mlin elektrificiran i nadograđen. Ali zbog manjka kapaciteta skladištenja vlasti odobravaju izgradnju većih betnoskih silosa.
Godine 1968. Gradi se današnji stari toranj silosa pod tvrtkom "Tehnika" iz Tuzle.
Godine 1972. „5. maj” se odvaja iz sklopa zagrebačkog Agrokombinata te se reorganizira u "Radnu organizaciju 5. maj" sa sedam osnovnih organizacija udruženog rada među kojima je bila i naslijednik 5. maja „Prerada“, Te se nekoliko godina kasnije silosi nadograđuju s današnjim novim (najvišim) tornjem i još većim silosima uz današnju ulicu Ferde Livadića.
Godine 1989. „Prerada“ se izdvaja“ iz sastava 5. maja i registrira kao mlinarsko industrijsko poduzeće.
Godine 1991. Tijekom bitke za vojarnu u Bjelovaru silosi Prerade su jedni od mnogih objekata koji su doživjeli teška oštećenja zbog svoje visine i udaljenosti od vojarne na Vojnoviću. 

## Zanimljivosti
- U sklopu paromlina je  proizveden prvi dizel motor u bivškoj kraljevini Jugoslaviji.
- Stari toranj i njegovi silosi predstavljaju tadašnji srušeni građevinski rekord na prostoru SFR Jugoslavije, njihova izgradnja je trajala samo 10 dana.

## Galerija
- Pogled na paromlin.
- Toranj silos visine 55 m. 
 Najviša građevina u Bjelovaru.
- Stari toranj i silosi kapaciteta 1200 vagona
- Stari paromlinski silos kapaciteta 180 vagona.
- Silosi s Trga hrvatskih branitelja i gradilišta Blok sv. Florijan.
- Panoramski pogled s krova tornja silosa 2019. god.